# Open de l'Isere 2012
L'Open de l'Isere 2012 è stato un torneo di tennis facente parte della categoria ITF Women's Circuit nell'ambito dell'ITF Women's Circuit 2012. Il torneo si è giocato a Grenoble in Francia dal 30 gennaio al 5 febbraio 2012 su campi in cemento e aveva un montepremi di $25.000.

## Vincitori

### Singolare
Karolína Plíšková ha battuto in finale  Kristýna Plíšková per 7–6(11), 7–6(6).

### Doppio
Karolína Plíšková /  Kristýna Plíšková hanno battuto in finale  Valentina Ivachnenko /  Maryna Zanevs'ka per 6-1, 6-3.